# XIX Universiade
La XIX Universiade estiva fu assegnata all'Italia e si è svolta in Sicilia, tra Catania, Palermo, Messina e Trapani, dal 20 al 31 agosto 1997.

## Storia
La cerimonia di apertura dei Giochi si svolse nello stadio La Favorita di Palermo, mentre quella di chiusura nello stadio Cibali di Catania. L'evento inaugurale fu ideato dal regista Attilio Colonnello e vide, tra l'altro, l'esibizione di pupi, danzatori del Taratatà di Casteltermini e Carla Fracci. Per la sua realizzazione furoro investiti dalla Regione Siciliana 2,1 miliardi di lire. Presidente del comitato organizzatore fu l'allora assessore al Turismo e Sport della Regione Siciliana Nino Strano.
Questa è stata la prima edizione in cui le competizioni si sono svolte in un'intera regione e in cui la denominazione ufficiale della manifestazione non si è riferita a una singola città. L'edizione è stata caratterizzata da numerosi problemi organizzativi.
Per la realizzazione della manifestazione furono stanziati cira 500 miliardi di lire, di cui 345 dedicati alla costruzione degli impianti sportivi. A causa dei ritardi nell'esecuzione dei lavori, ad un anno dall'inizio della manifestazione, si ipotizzò la cancellazione dell'evento. Molti progetti furono abbandonati o ridimensionati. Dei ventotto impianti nuovi annunciati, dieci furono pronti per i giochi.
Quasi 4000 atleti da 124 differenti nazioni disputarono gare in 10 sport. Tra gli atleti che hanno gareggiato durante i Giochi si ricordano anche Valentina Vezzali, Juri Chechi e Massimo Oddo.

## Programma
Il programma della Universiade 1997 prevedeva competizioni nei seguenti sport:
- Atletica leggera (dettagli)
- Calcio (dettagli)
- Ginnastica artistica (dettagli)
- Ginnastica ritmica (dettagli)
- Nuoto (dettagli)
- Pallacanestro (dettagli)
- Pallanuoto (dettagli)
- Pallavolo (dettagli)
- Scherma (dettagli)
- Tennis (dettagli)
- Tuffi (dettagli)

## Impianti
| - Stadio Cibali - Atletica leggera - Palazzetto dello Sport PalaCatania - Ginnastica artistica, Ginnastica ritmica, Pallavolo - Stadio La Favorita - Calcio (finale) - Velodromo Paolo Borsellino - Calcio (eliminatorie) e Tennis - Piscina olimpionica comunale di Palermo-Pallanuoto - Pala Don Bosco - Pallacanestro Universidade di Messina: - Polo dell'Annunziata - swimming - Polo del Centro - diving - Polo del Papardo - water polo - Palagranata - Pallacanestro - Stadio provinciale - Calcio - Pallacanestro - Stadio - Calcio | - Pala Tre Santi - Pallacanestro - Stadio Antonino Lombardo Angotta - Calcio - Stadio - Calcio - Stadio - Calcio - Palazzetto dello sport - Scherma |

## Risultati

### Calcio
La finale è stata ospitata presso lo Stadio La Favorita di Palermo, con la partecipazione entusiasta di 30.000 tifosi e un buon numero di telespettatori. L'entusiasmo dei fans è stato ancora più accentuato dalla vittoria in casa della squadra italiana, sul podio seguita dai coreani e dagli statunitensi.
| Posizione | Paese         |
| --------- | ------------- |
|           | Italia        |
|           | Corea del Sud |
|           | Stati Uniti   |
| 4         | Ucraina       |
| 5         | Cina          |
| 6         | Irlanda       |
| 7         | Paesi Bassi   |
| 8         | Brasile       |
| 9         | Giappone      |
| 10        | Rep. Ceca     |
| 11        | Uruguay       |
| 12        | Gran Bretagna |
| 13        | Iran          |
| 14        | Nigeria       |
| 15        | Sudafrica     |
| 16        | Marocco       |

### Pallacanestro
I tornei di pallacanestro hanno visto scontrarsi 16 squadre sia per la competizione maschile che per quella femminile. In entrambi i casi vennero creati quattro gironi per la fase eliminatoria che aveva lo scopo di selezionare le quattro squadre per i quarti di finale. I team in terza e quarta posizione nei gironi eliminatori si scontrarono per i posti dal 9° e 16° in un altro torneo parallelo.
Le squadre statunitensi vennero premiate con la medaglia d'oro sia nel torneo maschile che in quello femminile.
| Posizione | Paese         |
| --------- | ------------- |
|           | Stati Uniti   |
|           | Canada        |
|           | Brasile       |
| 4         | Italia        |
| 5         | Corea del Sud |
| 6         | Regno Unito   |
| 7         | Messico       |
| 8         | Nigeria       |
| 9         | Lituania      |
| 10        | Rep. Ceca     |
| 11        | Finlandia     |
| 12        | Giappone      |
| 13        | Cina          |
| 14        | Russia        |
| 15        | Hong Kong     |
| 16        | Sudafrica     |

| Posizione | Paese         |
| --------- | ------------- |
|           | Stati Uniti   |
|           | Cuba          |
|           | Rep. Ceca     |
| 4         | Italia        |
| 5         | Russia        |
| 6         | Lettonia      |
| 7         | Portogallo    |
| 8         | Svezia        |
| 9         | Canada        |
| 10        | Brasile       |
| 11        | Cina          |
| 12        | Corea del Sud |
| 13        | Giappone      |
| 14        | Turchia       |
| 15        | Bulgaria      |
| 16        | Sudafrica     |

### Pallavolo
Nella pallavolo si è svolto un torneo sia per le squadre maschili che per quelle femminili. Nel primo caso si sono scontrate 16 squadre inizialmente divise in 4 gironi, nel secondo invece 15 squadre divise per le eliminatorie in tre gironi da quattro e uno da tre. Il tem maschile coreano s'è imposto in finale contro gli italiani, mentre al terzo posto si sono piazzati i russi. Tra le donne invece primo posto per la Russia seguita da USA e Giappone.
| Posizione | Paese         |
| --------- | ------------- |
|           | Corea del Sud |
|           | Italia        |
|           | Russia        |
| 4         | Giappone      |
| 5         | Cuba          |
| 6         | Polonia       |
| 7         | Brasile       |
| 8         | Stati Uniti   |
| 9         | Spagna        |
| 10        | Canada        |
| 11        | Indonesia     |
| 12        | Algeria       |
| 13        | Germania      |
| 14        | Cina          |
| 15        | Australia     |
| 16        | Sudafrica     |

| Posizione | Paese         |
| --------- | ------------- |
|           | Russia        |
|           | Stati Uniti   |
|           | Giappone      |
| 4         | Canada        |
| 5         | Italia        |
| 6         | Taipei Cinese |
| 7         | Svizzera      |
| 8         | Cina          |
| 9         | Romania       |
| 10        | Brasile       |
| 11        | Algeria       |
| 12        | Nuova Zelanda |
| 13        | Messico       |
| 14        | Turchia       |
| 15        | Estonia       |

### Scherma
Le gare di scherma si sono svolte in ambito maschile per le tre specialità della spada, del fioretto e della sciabola, mentre in ambito femminile solo per fioretto e spada. Inoltre sono anche state assegnate medaglie per le competizioni a squadre.
Sulle dieci competizioni previste, gli ucraini si sono imposti con quattro ori in totale, tre per gli ungheresi, due per gli italiani e uno per i cubani.
Alle competizioni prese parte anche la poi campionessa olimpica Valentina Vezzali, che vinse l'oro nel fioretto individuale.

## Immagine dei Giochi

La mascotte Archimede

### Mascotte
La mascotte era l'asino Archimede, il cui nome è preso dal famosissimo scienziato greco di Siracusa.

## Medagliere
| Pos.   | Paese         |     |     |     | Totale |
| ------ | ------------- | --- | --- | --- | ------ |
| 1      | Stati Uniti   | 20  | 19  | 22  | 61     |
| 2      | Ucraina       | 17  | 6   | 4   | 27     |
| 3      | Giappone      | 14  | 8   | 11  | 33     |
| 4      | Russia        | 10  | 14  | 10  | 34     |
| 5      | Cina          | 10  | 9   | 7   | 26     |
| 6      | Italia        | 7   | 15  | 10  | 32     |
| 7      | Cuba          | 7   | 11  | 4   | 22     |
| 8      | Ungheria      | 7   | 4   | 1   | 12     |
| 9      | Corea del Sud | 5   | 3   | 2   | 10     |
| 10     | Slovacchia    | 4   | 0   | 2   | 6      |
| 11     | Romania       | 3   | 4   | 6   | 13     |
| 12     | Bielorussia   | 3   | 2   | 3   | 8      |
| 13     | Brasile       | 3   | 2   | 1   | 6      |
| 14     | Francia       | 2   | 4   | 6   | 12     |
| 15     | Australia     | 2   | 3   | 5   | 10     |
| 16     | Sudafrica     | 2   | 2   | 2   | 6      |
| 17     | Germania      | 2   | 1   | 8   | 11     |
| 18     | Taipei cinese | 2   | 1   | 1   | 4      |
| 19     | Gran Bretagna | 2   | 1   | 3   | 6      |
| 20     | Nigeria       | 2   | 0   | 0   | 2      |
| 21     | Rep. Ceca     | 1   | 4   | 4   | 9      |
| 22     | Messico       | 1   | 2   | 1   | 4      |
| 22     | Paesi Bassi   | 1   | 2   | 1   | 4      |
| 24     | Polonia       | 1   | 1   | 5   | 7      |
| 25     | Grecia        | 1   | 0   | 0   | 1      |
| 26     | Canada        | 0   | 4   | 4   | 8      |
| 27     | Giamaica      | 0   | 2   | 1   | 3      |
| 28     | Kenya         | 0   | 1   | 1   | 2      |
| 28     | Portogallo    | 0   | 1   | 1   | 2      |
| 30     | Belgio        | 0   | 1   | 0   | 1      |
| 30     | Israele       | 0   | 1   | 0   | 1      |
| 30     | Spagna        | 0   | 1   | 0   | 1      |
| 33     | Austria       | 0   | 0   | 3   | 3      |
| 34     | Slovenia      | 0   | 0   | 2   | 2      |
| 35     | Bulgaria      | 0   | 0   | 1   | 1      |
| 35     | Croazia       | 0   | 0   | 1   | 1      |
| 35     | Cipro         | 0   | 0   | 1   | 1      |
| 35     | Qatar         | 0   | 0   | 1   | 1      |
| Totale | Totale        | 129 | 129 | 135 | 392    |

## La mega trasferta a Fukuoka

Un francobollo dedicato all'Universiade del 1997.

Nel 1995 (due anni prima della manifestazione sportiva), una pletorica delegazione della Regione Siciliana composta da politici, burocrati, giornalisti, uomini di spettacolo, gruppi folkloristici, ecc. si recò all'Universiade di Fukuoka in Giappone. Un totale di 200 persone, ed una spesa preventivata intorno ai 4 miliardi di lire dell'epoca. Lo scandalo prese l'avvio da un'inchiesta giornalistica cui seguì un procedimento penale nei confronti dei principali organizzatori, rei di avere tra l'altro facilitato l'esportazione temporanea in Giappone di alcune opere d'arte custodite nel Museo archeologico di Siracusa aventi un valore stimato intorno ai 9 miliardi di lire, senza la prescritta autorizzazione del Ministero per i Beni Culturali ed Ambientali e soprattutto senza copertura assicurativa né documenti di accompagnamento. I beni culturali siciliani rimasero bloccati a Fukuoka, poiché vennero fatti pignorare dai creditori giapponesi della Regione Siciliana, che non aveva pagato fornitori e personale locale, e furono riportati in Italia solo dopo diversi mesi. Si rischiò l'annullamento dell'edizione siciliana dei giochi, ma la Regione Sicilia, riuscì, con il sostegno di Primo Nebiolo, con un tour de force organizzativo a far svolgere regolarmente la XIX Universiade.